# Marian Celler
Marian Celler (ur. 7 września 1889 w Warszawie, zm. 6 kwietnia 1963 tamże) – działacz komunistyczny i związkowy.

## Życiorys

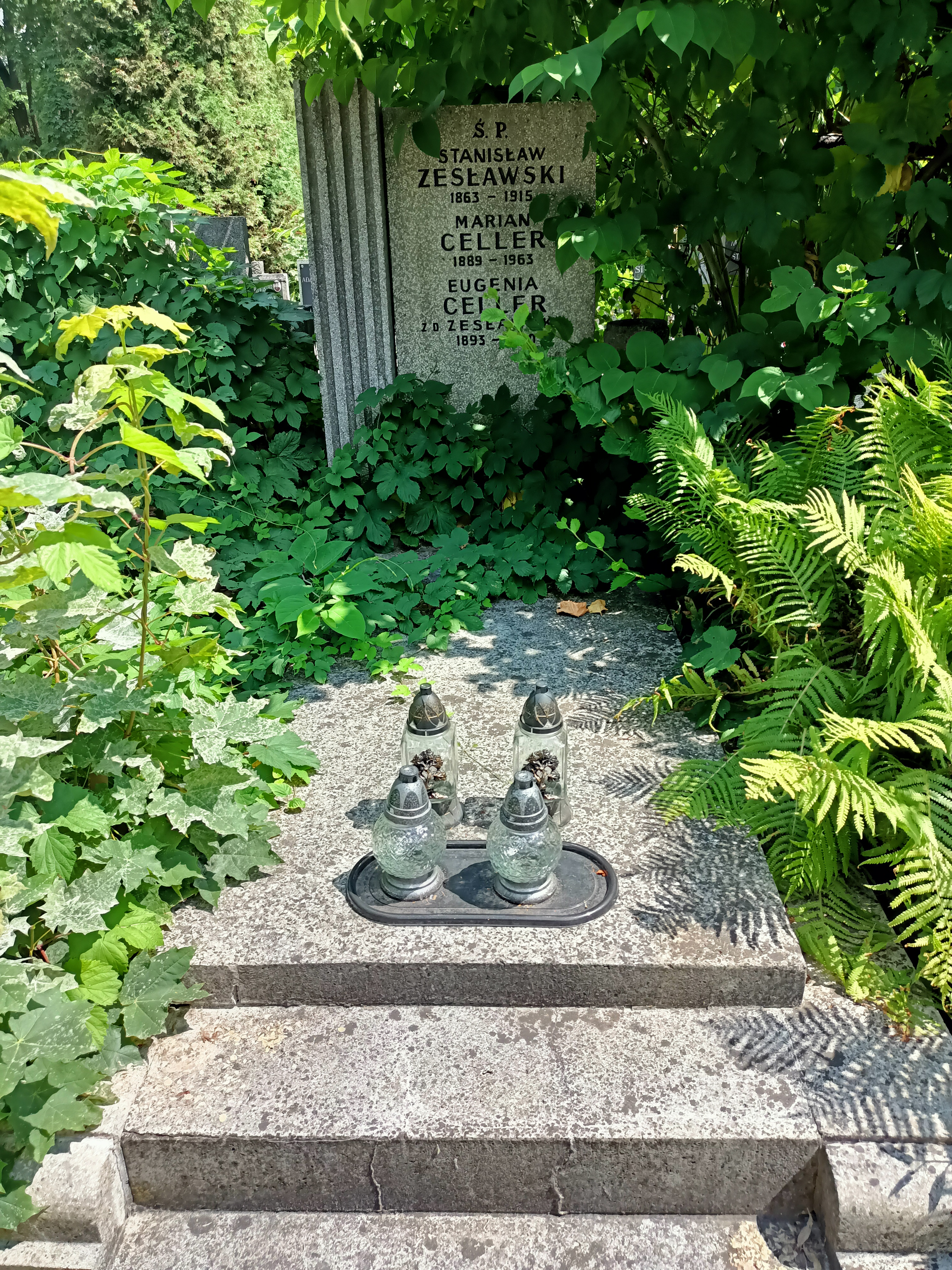
Grób Mariana Cellera na Cmentarzu Bródnowskim.

Syn Ludwika. Ukończył 4 klasy gimnazjum, z którego został wyrzucony za udział w strajku szkolnym w 1905. Związał się z ruchem rewolucyjnym, w związku z czym w 1905 został aresztowany i osadzony na Pawiaku, a w 1906 skazany na zesłanie na Syberię, skąd zbiegł i do 1908 przebywał za granicą. Po powrocie pracował w fabryce wyrobów metalowych jako brązownik. Działał w SDKPiL, organizator kół partyjnych, agitator i kolporter nielegalnej prasy komunistycznej. Działał w Związku Zawodowym Robotników Przemysłu Metalowego. W 1915 został aresztowany i osadzony w obozie jenieckim na Litwie. Od 1918 pracował jako ślusarz w warsztatach kolejowych PKP Warszawa-Praga. W listopadzie 1918 brał udział w rozbrajaniu Niemców na tej stacji kolejowej i organizował Rady Delegatów Robotniczych. Od grudnia 1918 w KPRP. Kolportował literaturę komunistyczną i zbierał składki na działalność MOPR. Działacz Związku Zawodowego Kolejarzy, uczestnik strajków kolejarzy w 1921, 1923 i strajku tramwajarzy w 1931. W 1941 działał w organizacji Rewolucyjne Rady Robotniczo-Chłopskie „Młot i Sierp”. Od 1942 w PPR. W 1945 został adiunktem w wagonowni Warszawa-Grochów. Członek Komisji Historycznej przy Komitecie Dzielnicowym PZPR Praga-Południe. Od 1953 na rencie dla zasłużonych.
Zmarł w Warszawie. Pochowany 10 kwietnia 1963 na cmentarzu Bródnowskim (sektor 58A-4-16).

## Ordery i odznaczenia
- Order Sztandaru Pracy I klasy (20 stycznia 1955)[2]
- Srebrny Krzyż Zasługi (28 kwietnia 1946)[3]